# Enicur ocel·lat
L'enicur ocel·lat (Enicurus maculatus) és una espècie d'ocell de la família dels muscicàpids (Muscicapidae). Es troba present a Afganistan, Bhutan, Xina Índia, Myanmar, Nepal, Pakistan i Vietnam. Sol frequentar les zones humides i els cursos d'aigua en boscos tropicals i subtropicals de frondoses humits de l'estatge montà i de les terres baixes. El seu estat de conservació es considera de risc mínim.